# Балкон (фильм, 1988)
«Балкон» — советский художественный фильм режиссёра Калыкбека Салыкова по мотивам мемуаров и поэзии Олжаса Сулейменова.

## Сюжет
Фильм повествует о дворовой жизни ребят в Алма-Ате в начале 1950-х годов в период самого начала оттепели,  в эпоху окончания сталинизма. Город поделён на «районы» — стихийно образованные подростковые банды, каждая из которых «охраняет» свои кварталы и дворы, свою территорию.
Глава одной из банд — Айдар Султанов, обычный, на первый взгляд, старший по двору. Двор носит название «Двадцатка» — предположительно, из-за хлебного магазина № 20, там расположенного. Дерзкий парень завоевал авторитет у ребят тем, что он всегда смел и справедлив. Айдару не свойственны такие пороки, как жадность, предательство, трусость. Из эпизода, где Айдар выступает перед классом, мы видим, что он способный ученик, обладающий феноменальной памятью, он чувствует поэзию, умеет мечтать. Несмотря на хулиганский образ жизни, Айдар остаётся в отношениях с людьми честным человеком и личностью с твёрдыми убеждениями. К примеру, в больнице ему дают попробовать марихуану, но он решительно отказывается, так как никогда не поступается своими принципами. Когда его друг Евгений начинает дружить с его врагом, Хакимом-Бесом, из-за которого Айдар и попадает в больницу, Айдар просто уходит, предпочитая не выяснять отношения. А потом даже мирится с ним, прощая его.
Айдар живёт со старшей сестрой, которая не дождалась с войны своего любимого парня, за которого собиралась замуж. Она получает ответы из военных архивов о том что ее жених пропал без вести, но упорно не верит в его гибель и от горя сходит с ума. Айдар любит сестру, жалеет и оберегает, понимая, как ей сложно в её «помешательстве».
В фильме переплетены события истории 1950-х годов — культ личности, ночные аресты, доносы и страх, что любой человек может оказаться под подозрением как «враг народа», — и обычная мальчишеская романтика. Тем не менее всё, происходящее в фильме, акцентирует внимание зрителя на том, что в любые, даже самые смутные времена, ценности остаются прежними. Доброта, честность, умение быть преданным в дружбе и помогать ближнему — всегда в цене. В то же время равнодушие и трусость нельзя оправдать «временем».
Один из героев фильма — сумасшедший художник Солнцелов, прототипом которого стал реальный алматинский художник Сергей Калмыков. Солнцелов — это не просто художник, который бродит по городу в странных одеждах. Это мощная метафора, символизирующаяфилософию Калмыкова: человек, хоть и живёт в определённом времени, пусть даже самом страшном, свободен от него, способен быть вне времени и всегда оставаться Человеком.

## Сценарий
Сценарий фильма Балкон написан по мотивам стихотворений Олжаса Сулейменова и его поэмы с одноименным названием "Балкон". Мухамеджан Каратаев, исследовавший творчество поэта, в своем исследовании "Диалектика поэтических дерзаний", написал: " Герой, вспоминающий через много лет о происходившем с ним и его друзьями в простом алматинском дворе, приходит к мысли, что преодоление одних испытаний есть лишь пролог к новым, куда более трудным; что уныние, от каких бы возвышенных причин оно не происходило, во всяком случае, есть порок, а не понимающий этого безусловно заслуживает немедленного наказания".
Какишева Н.Т. в исследовательской работе "Своеобразие лирического героя в поэме Олжаса Сулейменова «Балкон» и в одноименном фильме Калыбека Салыкова" пишет, что некоторые исследователи, в частности Мухтар Ауэзов, находили в поэме Сулейменова "Балкон" элементы жанра толгау. "Именно эта особенность толгау как размышления о смысле жизни была реализована в киносценарии, написанном Шахимарденом Кусаиновым по мотивам поэмы Олжаса Сулейменова. Режиссер Калыкбек Салыков воссоздал в картине дух «оттепели» после эпохи сталинизма, времени поэтов и художников, любви и романтики".

## Места съёмок
Фильму удалось восстановить дух послевоенной Алма-Аты. Для этого тщательно подбирались локации для съёмок. Во многих сценах зритель узнаёт перекрёстки и дворы старого города: Дзержинского — Кирова (где и находится дом с балконом, давшим название фильму), Мехпоселок в районе Первой Алма-Аты, Коммунистический — Калинина и сквер рядом с Никольской церковью. Часть сцен, в частности, кадры со стадой овец на ул. В.Ильича (ныне ул. Ш.Калдаякова), в том числе финальная, где подростки толпой бегут по улице, снималась в г.Чимкенте (ныне г.Шымкент).

## В ролях
- Исмаил Игильманов — Айдар
- Ирина Ажмухамедова — Маринка
- Анвар Чужегулов — Бес
- Куаныш Сарсембеков — Пузо
- Владимир Толоконников — милиционер
- Будуар Целадзе - дядя Миша, сержант милиции
- Анатолий Равикович — дядя Боря, отец Жени
- Валентин Никулин — Солнцелов (прототипом героя послужил известный казахстанский художник Сергей Калмыков)
- Юрий Горошевский — Женя
- Карина Зибагуль — Жанна
- Райхан Айткожанова — Хадиша Ибраевна
- Ольга Сошникова — мать Жени
- Валентин Черных
- Абдрашит Абдрахманов — эпизод

## Съёмочная группа
- Сценарист: Шахимарден Кусаинов
- Режиссёр: Калыкбек Салыков
- Оператор: Аубакир Сулеев
- Композиторы: София Губайдулина, Альфред Шнитке
- Художник: Борис Якуб
- Руководитель группы каскадёров: Владимир Жариков

## Дополнительная информация
- В фильме звучит музыка О. Д. Строка